# Matteo Lanza
Matteo Lanza (Verona, 24 marzo 1964) è un ex cestista italiano.

## Carriera
Dal 1983 al 1985 gioca per la Virtus Bologna dove vince uno Scudetto e una Coppa Italia. Dal 1985 al 1988 gioca alla Pallacanestro Livorno mentre nella stagione 1988-89 e poi dal 1991 al 1993 gioca per il Pistoia Basket. Nel 1990 approda alla Viola Reggio Calabria per tornare nel 1993 a Livorno.

## Palmarès
- Campionato italiano: 1

Virtus Bologna: 1983-84
- Coppa Italia: 1

Virtus Bologna: 1984